# كل الجمال وسفك الدماء
كل الجمال وسفك الدماء هو فيلم وثائقي أمريكي عن السيرة الذاتية لعام 2022 للمصورة والفنانة والناشطة نان غولدين . يتخلل الفيلم أحدث أعمال غولدين في محاربة عائلة ساكلر لدورها في التسبب في وباء المواد الأفيونية. الفيلم من إنتاج وتحرير وإخراج لورا بويتراس.   وقالت بويتراس: "لقد ألهم فن نان و رؤيتها مسيرتي المهنية لسنوات، وألهمت أجيالاً من صانعي الأفلام". 
تم عرض الفيلم لأول مرة في 3 سبتمبر من العام 2022، في مهرجان البندقية السينمائي الدولي التاسع والسبعين حيث حصل الفيلم على جائزة الأسد الذهبي ، مما يجعله الفيلم الوثائقي الثاني (بعد الفيلم الايطالي Sacro GRA في عام 2013) الفائز بالجائزة الكبرى في مهرجان البندقية. تم عرضه أيضًا في مهرجان نيويورك السينمائي لعام 2022 ، حيث كان الفيلم  للمهرجان والذي صممت له غولدين ملصقي اعلان رسميين.   تم طرح الفيلم في دور السينما بواسطة شركة نيون في 23 نوفمبر 2022. نال الفيلم استحسان النقاد وتم ترشيحه لجائزة أفضل فيلم وثائقي في حفل توزيع جوائز الأوسكار الخامس والتسعين .

## ملخص الفيلم
يتناول الفيلم حياة ومسيرة المصورة والناشطة نان غولدين وجهودها لتحميل شركة بوردو فارما ، المملوكة لعائلة ساكلر ، المسؤولية عن وباء المواد الأفيونية . غولدين، و أسست المصورة و الناشطة غولدين مجموعة المناصرة .P.A.I.N (التدخل الآن لإدمان الوصفات الطبية) في عام 2017 بعد إدمانها على الأوكسيكونتين ، وجرعة زائدة كادت ان تميتها من الفنتانيل . تستهدف مجموعة .P.A.I.N على وجه التحديد المتاحف والمؤسسات الفنية الأخرى و ذلك لتحميل المجتمع الفني المسؤولية عن تعاونه مع عائلة ساكلر ودعمها المالي للفنون الذي حظي بتغطية إعلامية جيدة. منذ بدأت أنشطة .P.A.I.N، قطعت معظم المتاحف المستهدفة جميع علاقاتها مع عائلة ساكلر، وفي عام 2021 تقدمت شركة Purdue Pharma التي تملكها العائلة بطلب للإفلاس.
يتكون الفيلم من سبعة فصول، يبدأ كل منها بتسلسل فوتوغرافي أو لقطات أرشيفية لفترة من حياة غولدين ثم ينتقل إلى لقطات لاحتجاجاتها الأخيرة مع P.A.I.N ويذكرنا عرض الشرائح للصور الأرشيفية بعمل غولدن في إنشاء عروض شرائح أو سلاسل الصور الفوتوغرافية. تشمل لقطات مظاهرات PAIN أول احتجاج لها عام 2018 في معبد دندور بمتحف متروبوليتان للفنون، بالإضافة إلى مظاهرات مماثلة في متحف اللوفر ومتحف غوغنهايم. غولدين هي الراوي الأساسي للفيلم، مع وجود مقابلات إضافية مع اسماء مرتبطة بها مثل الصحفي باتريك رادن كيفي وعضو مجموعة .P.A.I.N ميغان كابلر.

## الممثلون في الفيلم
- نان غولدين
- باتريك رادين كيفي
- ميغان كابلر
- جون ووترز (عبر لقطات من الارشيف)
- كوكي مولر (عبر لقطات من الارشيف)
- ديفيد فويناروفيتش (عبر لقطات من الارشيف)

## الانتاج
كان غولدين وناشطون آخرون يصورون أنشطتهم مع .P.A.I.N لمدة عامين، وكانوا قد عزموا على إنتاج فيلم وثائقي عن المجموعة الناشطة. اتصلت غولدين بعد ذلك بشركة إنتاج الفيلم لاجل تحويل اللقطات إلى فيلم، و تم اقتراح لورا بويتراس على غولدين لإخراج الفيلم، بناءً على عمل بويتراس في Astro Noise لمتحف ويتني . كانت غولدين متشككة في البداية بسبب أفلام بويتراس السياسية السابقة، قائلة "اعتقدت أنني لن أكون مثيرًا للاهتمام بالنسبة لها لأنني لا أملك أي أسرار دولة". 
ذكرت غولدين أن معظم لقطات الفيلم وصوره جاءت منها مباشرة. توسعت بويتراس في رؤية غولدين للمشروع، واختارت أن تصنع فيلمًا أكثر شمولاً عن حياة غولدين ومسيرتها المهنية. تتضمن عناصر السيرة الذاتية هذه انتحار أخت غولدين، وتعاطي غولدين للمخدرات وأنشطتها في العمل الجنسي، والتي لم تنشرها من قبل، بالإضافة إلى مسيرتها الفنية وإنجازاتها. شعرت غولدين في البداية بعدم الارتياح للسماح لبويتراس بالتحكم في الفيلم وتصوير حياتها، لكنها كانت سعيدة بالنتيجة النهائية للفيلم. قالت غولدين إن بويتراس كانت "تحكي قصتي بصوتي، لكنها ليست نسختي تمامًا كما سأرويها. لكنها كانت مذهلة في السماح لي بالحصول على الكثير من المدخلات فيما يتم استخدامه وما لا يتم استخدامه." 

## روابط خارجية
- كل الجمال وسفك الدماء في أفلام براكسيس
- All the Beauty and the Bloodshed  في قاعدة بيانات الأفلام على الإنترنت (بالإنجليزية)
- All the Beauty and the Bloodshed في روتن توميتوز.